# Stará škola v Křižanech
Stará škola v obci Křižany č.p. 136 v okrese Liberec pod svahy Ještědsko-kozákovského hřbetu patří k nejvýznamnějším objektům této vesnice. Leží na žluté turistické značce mezi Pruským křížem a Malým Ještědem, která v tomto úseku kopíruje žitavskou část Svatojakubské cesty. Původně zájezdní hostinec z poloviny 18. století sloužil po většinu své existence – až do přelomu 50. a 60. let minulého století – jako národní škola (obecná škola). V roce 1996 byl prohlášen kulturní památkou. Podstávkové domy jsou typické pro příhraniční oblasti tohoto kraje s přesahem do Saska a Polska. Tradiční lidovou architekturu Podještědí tak v Křižanech zastupuje objekt Staré školy a představuje důležitý předmět poznání vývoje lidové architektury a osídlení regionu.

## Popis objektu

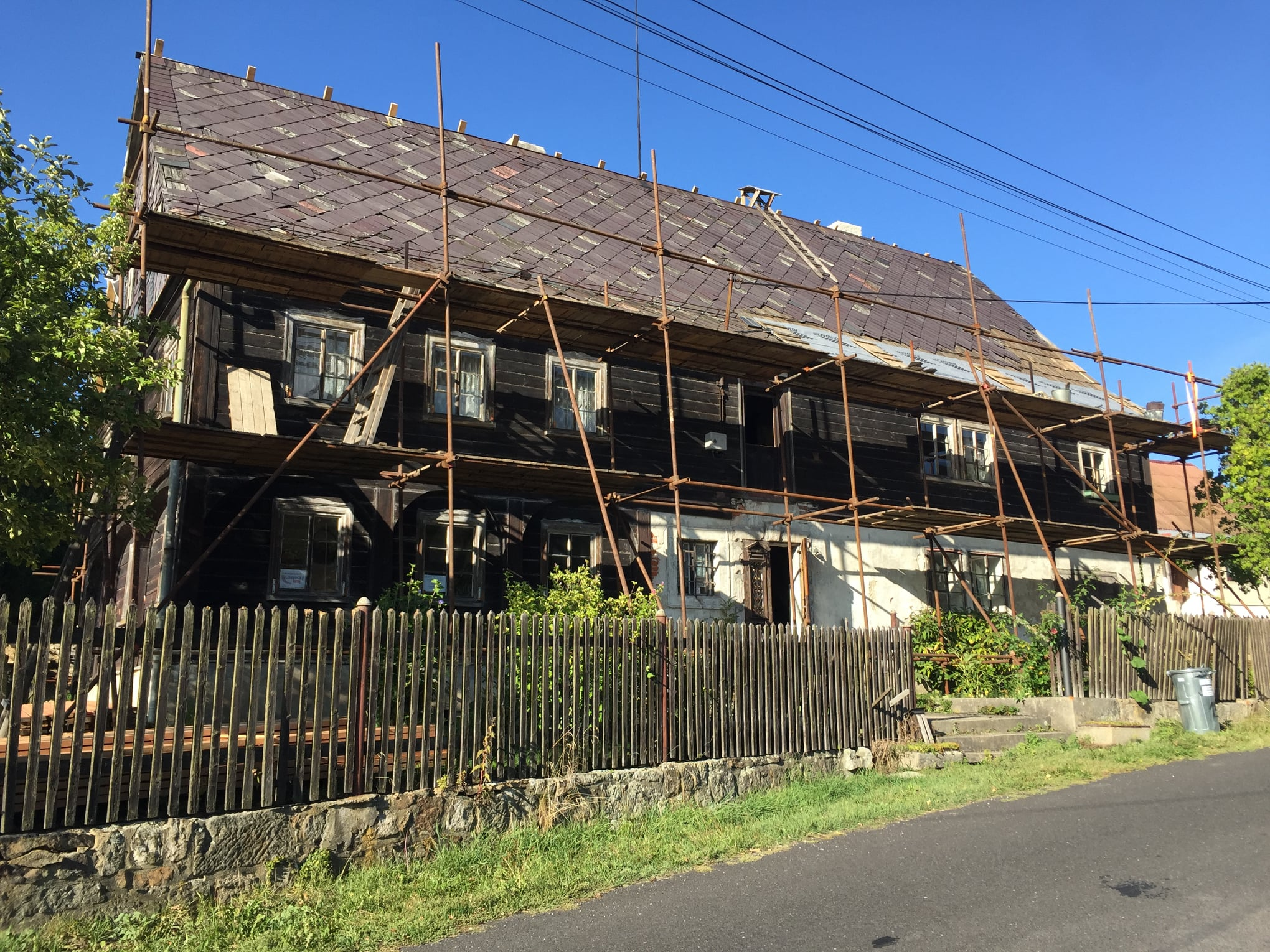
Oprava školy v roce 2021

Jedná se o patrový, zčásti roubený dům na obdélném půdorysu s vykládaným štítem břidlicovými šablonami na jižní straně, bedněným štítem na severní straně a sedlovou střechou. Roubení je v prvním patře obloženo horizontálním šalováním. Přízemí je zčásti roubené se třemi oblouky podstávek.
V roce 2021 vznikl Spolek pro obnovu Staré školy Křižany, který si klade za cíl ve spolupráci s majiteli zachránit havarijní stav budovy a obnovit zde kulturní a vzdělávací činnost v prostorách staré třídy a školní zahradě.